# Дом купца Генч-Оглуева
Дом купца Генч-Оглуева — первый многоэтажный доходный дом в Ростове-на-Дону, построенный в 1883 году по проекту А. Н. Померанцева для купца С. Ф. Генч-Оглуева. Расположен на углу Большой Садовой улицы и переулка Семашко. Здание построено в духе эклектики и имеет статус объекта культурного наследия федерального значения.

## История
В конце 1870-х годов крупный ростовский купец Степан Фёдорович Генч-Оглуев решил построить собственный доходный дом. Для этого он пригласил архитектора Александра Никаноровича Померанцева. Строительство доходного дома началось в 1880 году и было завершено к 1883 году. Для Померанцева это был первый дом, построенный по его проекту в Ростове.
Купец Генч-Оглуев сдавал дом в аренду. Первый этаж занимали торговые помещения, а над ними размещались конторы и квартиры. В доме Генч-Оглуева некоторое время находилась типография газеты «Приазовский край». Здесь же с 1897 года и до строительства собственного здания размещалось отделение Волжско-Камского банка.
После прихода советской власти здание было национализировано. По данным 1925 года там размещались Юго-Восточный Коммерческий Акционерный банк, управление Ростовским-на-Дону районом «Нефтесиндикат», магазин «Мясопродукт» и другие организации. Со второго по четвёртый этажи оставались жилые помещения. В 1930-х годах в здании открылся магазин «Рыба».
В годы Великой Отечественной войны была разрушена крыша здания. В 1948—1949 годах дом был восстановлен под руководством архитектора Г. О. Калайджана. При этом были допущены некоторые отклонения от первоначального проекта: кирпичные слуховые окна, пониженная башня без шпиля и с морским коньком на вершине. Не были восстановлены несколько утраченных балконов.

## Архитектура
П-образное в плане здание занимает узкий торец квартала. Дом купца Генч-Оглуева имеет четыре этажа, причём последний этаж — мансардный. Главный вход расположен на углу Большой Садовой улицы и переулка Семашко. В архитектуре и оформлении здания гармонично сочетаются элементы разных архитектурных стилей. Фасад пышно декорирован в стиле барокко. Русты и сандрики — элементы классицизма. Рисунок башенки на фронтоне позаимствован из готики.